# 小堺一機のおうちで〜CINEMA〜
『小堺一機のおうちで〜CINEMA〜』（こさかいかずきのおうちで〜シネマ〜）とは、2006年4月より放送されているJFNC制作の映画番組。パーソナリティーは小堺一機。
毎週、小堺が週末に見てほしいDVD・Blu-rayで発売される映画を1本紹介する。

## ネット局
放送時間の早い順から記載。全局、「radiko」・「radiko.jpプレミアム」で聴取可能。

### 現在
| 放送対象地域 | 放送局名                                    | 放送時間               | 備考 |
| ------------ | ------------------------------------------- | ---------------------- | ---- |
| 山形県       | エフエム山形（Rhythm Station）              | 毎週土曜 6:30 - 6:35   |      |
| 三重県       | 三重エフエム放送（レディオキューブ FM三重） | 毎週土曜 19:55 - 20:00 |      |
| 沖縄県       | エフエム沖縄（FM沖縄）                      | 毎週土曜 20:25 - 20:30 |      |
| 栃木県       | エフエム栃木（RADIO BERRY）                 | 毎週土曜 23:55 - 24:00 |      |
| 滋賀県       | エフエム滋賀（e-radio）                     | 毎週土曜 26:55 - 27:00 |      |
| 岐阜県       | エフエム岐阜（FM GIFU）                     | 毎週日曜 5:25 - 5:30   |      |
| 徳島県       | エフエム徳島（FM TOKUSHIMA）                | 毎週日曜 7:55 - 8:00   |      |
| 長野県       | 長野エフエム放送（FM長野）                  | 毎週土曜 19:55 - 20:00 |      |
| 岡山県       | 岡山エフエム放送（FM OKAYAMA）              | 毎週日曜 13:55 - 14:00 |      |
| 鹿児島県     | エフエム鹿児島（μFM）                       | 毎週日曜 15:55 - 16:00 |      |
| 石川県       | エフエム石川（HELLO FIVE）                  | 毎週日曜 17:55 - 18:00 |      |
| 群馬県       | エフエム群馬（FM GUNMA）                    | 毎週日曜 21:55 - 22:00 |      |
| 香川県       | エフエム香川（FM香川）                      | 毎週日曜 24:55 - 25:00 |      |
| 大分県       | エフエム大分（Air-Radio FM88）              | 毎週金曜 22:55 - 23:00 |      |

### 過去
| 放送対象地域   | 放送局名                     | 備考 |
| -------------- | ---------------------------- | ---- |
| 岩手県         | エフエム岩手（FM IWATE）     |      |
| 秋田県         | エフエム秋田（AFM）          |      |
| 宮城県         | エフエム仙台（Date fm）      |      |
| 富山県         | 富山エフエム放送（FMとやま） |      |
| 山口県         | エフエム山口（FMY）          |      |
| 島根県・鳥取県 | エフエム山陰（V-air）        |      |
| 高知県         | エフエム高知（Hi-Six）       |      |
| 佐賀県         | エフエム佐賀（FMS）          |      |

## 特別番組
2015年5月31日（30日深夜）には、関根勤をゲストに迎えて「スキマから聴こえてくるラジオ・スペシャル/小堺一機のもっとおうちで〜CINEMA〜」が放送された。
関根が初監督を務めた映画「騒音」の撮影裏話などを中心にトークが繰り広げた。